# Lis (Kalisz)
Lis – prawobrzeżna część Kalisza, przynależąca do osiedla Piwonice.
W XIX wieku Lis był wsią–osadą położoną w powiecie kaliskim w gminie Żydów. 
Na Lisie znajduje się m.in. rezerwat przyrody Torfowisko Lis oraz jednostka Ochotniczej Straży Pożarnej Kalisz–Lis.